# Parasteropleurus nerii
Parasteropleurus nerii is een rechtvleugelig insect uit de familie van de sabelsprinkhanen (Tettigoniidae). De wetenschappelijke naam van deze soort is voor het eerst voorgesteld als Ephippigera nerii door Julius Vosseler in een publicatie uit 1902.

## Verspreiding
Deze soort komt voor in Tunesië.

## Ondersoorten
- Parasteropleurus nerii nerii (Vosseler, 1902)
  - = Uromenus (Steropleurus) nerii nerii (Vosseler, 1902)
- Parasteropleurus nerii pictus (Nadig, 1981)
  - = Uromenus nerii pictus Nadig, 1981